# Bárbara Paciorek Kowalowka
Bárbara Paciorek Kowalowka (Cracovia, 2 de febrero de 1951 - Ciudad de México, 27 de abril de 2011) fue una profesora y artista plástica polacomexicana. Estudió en la Academia de Bellas Artes de Cracovia desde 1965 al 1971, donde obtuvo el título de maestría en Arte con especialización en diseño gráfico, grabado y cartel. Es madre de las actrices Dominika y Ludwika Paleta.
En 1990 estudió las técnicas de papel japonés Washi Zookei en Japón con el maestro Teiji Ono. Desde 1980 residió en México. Trabajaba en las áreas de pintura, diseño gráfico, grabado y papel hecho a mano.
Desde 1980, fue profesora de la Universidad Iberoamericana y la Universidad Autónoma Metropolitana, unidad Xochimilco en México, D. F.
Su obra gráfica y artística se ha expuesto individual como colectivamente en Galería del Pasillo, Casa del Poeta Ramón López Velarde, Galería Universitaria (Xalapa, Veracruz), Galería Centro Tlalpan, Paisajes Venideros , Galería el Almacén, Galería el Juglar, Festival Cultural de Mayo, Museum of Modern Art Tokyo Japón, Centro Interamericano, Galería Universitaria Ramón Alba de la Canal (Veracruz), Instituto de Cultura (Tlaxcala), Metro Coyoacán, Casa Jaime Sabines, Academia de San Carlos, Museum Franz Meyer, Polish Art Los Angeles California, Sapporo Japón, Cadaqués España.
Fue Miembro Asociado de Trama Visual, A. C., fue participante en varios Comités de Selección de Carteles en las Bienales Internacionales del Cartel en México, Miembro del Jurado Internacional de la Séptima Bienal Internacional del Cartel en México en el 2002 y es integrante del Comité de Libros y Preservación de la Cultura CyAD-X. Como resultado del proyecto de investigación sobre Cartel, publicó en el 2007 el libro Cartel Contemporáneo Polaco.
Falleció el 27 de abril de 2011 a los 60 años en la Ciudad de México como consecuencia de un cáncer estomacal.

## Exposiciones individuales
Entre numerosas exposiciones individuales se cuentan las siguientes:
- Galería del Estado IVEC, Xalapa, Veracruz, México, 1994
- Galería El Juglar, Ciudad de México, 1994
- Galería El Almacén, Ciudad de México, 1996
- Galería Centro Tlalpan, Ciudad de México, 1998
- Paisajes venideros, UIA, Ciudad de México, 1998
- Galería Universitaria, Xalapa, Veracruz, México. 2000
- Casa del Poeta Ramón López Velarde, Ciudad de México, 2002
- Exposiciones colectivas (de entre 70):
- The Cadaques International Miniprint, Cadaqués, España, 1991-94
- Museum of Modern Art, Tokio, Japón, 1992
- The 4 th Sapporo International Print Biennale, Sapporo, Japón, 1998
- International Exhibiton Washi Zookei, Centro Interamericano, Ciudad de México, 1998
- Consejo Mundial de Artistas Visuales, Instituto de Cultura, Tlaxcala, México. 2000
- 5th Exhibition Washi Zookei of Setagaya, Tokio, Japón, 2000
- Galería Universitaria Ramón Alba de la Canal, Veracruz, México, 2000
- Ciencias y Arte, UAM-Xochimilco, Ciudad de México, 2000
- Los maestros en la UAM, UAM Rectoría, Ciudad de México, 2001
- ¡Esto esta de muerte! Mexico-Spain, Casa Jaime Sabines, Ciudad de México, 2001
- Metro en el metro, Metro Coyoacán, Ciudad de México, 2001
- 7 th International Bienniale of the Poster in México, Museum Franz Meyer, Ciudad de México, 2002
- Modern Art Gallery, Confrontations 2003, Polish Art, Los Ángeles, California, 2003
- 1th Bienniale Washi Zoo Kei. Mexico –Japan, Academia de San Carlos, Ciudad de México, 2003